# Chilensk peso
Chilensk peso (Chil$ - Peso chileno) är den valuta som används i Chile i Sydamerika. Valutakoden är CLP. 1 Peso = 100 centavos.
Valutan infördes 1817 men ersattes 1960 av Escudo för att återinföras 1975.
Vid det senaste bytet var omvandlingen 1 Peso = 1000 Escudos.

## Användning
Valutan ges ut av Banco Central de Chile - BCCh som ombildades 1989 och har huvudkontoret i Santiago de Chile.

## Valörer
- mynt: 10, 50, 100 och 500 pesos
- underenhet: används ej, tidigare centavos
- sedlar: 1000, 2000, 5000, 10.000 och 20.000 CLP